# Реланж, Элуа
Элуа́ Рела́нж (фр. Éloi Relange; род. 1 июля 1976) — французский шахматист, гроссмейстер (1998).
В составе сборной Франции участник 32-й Олимпиады (1996) в Ереване и 11-го командного чемпионата Европы (1999) в Пуле.

## Изменения рейтинга
| Графики недоступны из-за технических проблем. См. информацию на Фабрикаторе и на mediawiki.org. |